# ポールのミラクル大作戦
『ポールのミラクル大作戦』（ポールのミラクルだいさくせん、英語表記：Paul's Miraculous Adventure）は、日本のテレビアニメ作品。1976年10月3日から1977年9月11日まで、フジテレビ系で毎週日曜日18:00 - 18:30にタツノコプロ・フジテレビ製作作品として全50話が放送された。

## 概要
タツノコプロが製作した、シリアスとコミカルを掛け合わせたメルヘン作品。主人公達が毎回様々な異世界に旅立ち、ありふれた玩具や道具が大きくなり武器になる。異世界を侵略しようとする巨悪との戦いをハードかつドラマチックに描く。特殊効果に凝っており、同社作品のタイムボカンで使用されていたスキャニメイトを異世界の扉が開くシーンで使用したり、時間が止まると背景が木炭で描いたモノトーンの背景になるなど、独特な演出が特徴として挙げられる。
毎日小学生新聞に本放送時に連載。
本放送時は（1976年11月。出典は当時の著書）25%超の高視聴率を記録し、その後の1982年のテレビ東京（関東ローカル放送）の平日18時台（3月31日-6月9日放映）で行われた再放送でも20%超の視聴率を記録している。平均視聴率は13.2%（タツノコプロが所有する資料による）。また、1979年には香港で広東語に吹き替えられて、"波仔奇遇記"として、1980年にはイタリアでイタリア語に吹き替えられて"Il Fantastico Mondo Di Paul"(ポールの空想の世界)として放映された。
2006年から2007年にかけて、カートゥーン ネットワークで2度にわたって再放送された事や、日本国内でのDVD選集(2007年3月現在、6巻18話分)の発売、イタリアでの全話DVDの発売など、作品を再評価する動きがある。

## ストーリー

### ニーナの救出編
ポールは、10歳の誕生日に両親から手作りのぬいぐるみを贈られる。その夜、パックンと名付けられたそのぬいぐるみに妖精が宿った事をきっかけにして、ポールはガールフレンドのニーナやその飼い犬であるドッペと一緒に不思議な世界への旅をする。不思議な世界とは、『夢』や『不思議なもの』を信じる心を持つ人間だけが行ける場所。だが、突如蘇った魔王・ベルト・サタンによってニーナがさらわれてしまう。そしてポールとドッペとパックンがニーナを救出する為に何度も不思議な世界に旅立つ。

### 路線変更
第17話でニーナが救出され、ベルト・サタンを打倒するストーリーへと路線変更する。ベルト・サタンも片方の角を折られて力が充分に出せなくなったため、部下（いわゆる「悪の組織の幹部」）としてキノッピーが加わる。
オープニングの主題歌では、ポールの立場からニーナの救出を決意する旨が歌われているが、この歌詞が路線変更後にも変更される事は無かった。第1話はポールの10歳の誕生日のエピソードであり、この時にポールがニーナに語った空想の話の中ではポールは誕生日に魔王にさらわれたお姫様を助け出す事になっており、当初は最終回付近の11歳の誕生日までがニーナの救出劇となる予定だった事がうかがえる。

### ベルト・サタンの打倒編
ポール達が不思議な世界に旅立ち、訪れた国々におけるベルト・サタンの復活に起因するトラブルを解決しながら、ベルト・サタンが身を隠す「不死身の洞窟」を探し、打倒を目指す。ポール達がベルト・サタンを倒す事にした理由は、元々は自分たちが不思議な世界に入り込んだ事でよみがえらせてしまい、不思議な世界の平安を乱してしまった事への責任を取る為であった。物語においては、魔力を増大させたベルト・サタンが現実世界に天変地異などの悪影響をもたらすようになった事も理由に加わった。

## 登場キャラクター

### 善玉キャラクター
ポール
声 - 白川澄子
本作の主人公。仕立屋の息子であり、空想が好きな少年。ベルト・サタンにさらわれたニーナを救い出すため、パックンの持つオカルトハンマーの力を借りて不思議な世界へ行き、ポールの愛用のミニカーをオカルトハンマーで大きくした「ミラクルカー」に乗り、「メカヨーヨー」を武器に戦う。ニーナがベルト・サタンに攫われていることを誰にも信じてもらえなかったが、何度かは他の友人を伴って不思議な世界に旅立った（しかし、ほとんどが「夢だった」と判断されてしまった）。ニーナ救出以降も、自分たちがベルト・サタンを蘇らせ、不思議な世界の住人に迷惑をかけていることに責任を感じ、ベルト・サタンを倒すために毎回パックンたちと不思議な世界へと旅立つ。
ニーナ
声 - 横沢啓子
本作のヒロイン。大きな屋敷に住んでおり、ポールのガールフレンド。長い金髪の美少女。優しい性格だが、したたかな面もある。第1話で不思議な世界でベルト・サタンによって囚われの身となるが、何度か自力でベルト・サタンからの脱出を試み、ついには第17話で自分を監視していたキノッピーを騙して、命からがらポールの元へと逃げ出してきた。それ以降もベルト・サタンを倒すためにポールたちと不思議な世界へ旅立つ。救出前には全く登場しないエピソードもある（ニーナの居場所の手掛かりを掴んだ所で時間切れになったり、手掛かりそのものがポールをおびき寄せるための敵によるデマだった場合など。ニーナ救出前のエピソードを集めたDVD選集第4巻におけるニーナの登場はごくわずかである）。救出前にはポールがニーナの失踪に関して訳の判らない証言をしていると見なされてしまうなど、ポールが現実世界で辛い目に遭うことがあった上に、ニーナの家族の生活も暗いものになっていった。第45話の「花の妹リッピー」などはニーナの魅力が存分に発揮されたエピソードになっている。
ドッペ
声 - 田の中勇
ニーナの家で飼われている大型犬。放し飼いされており、ポールの家によくやって来る。犬としてはかなり賢い方だが、パックンが目覚めている間は服を着て二本足で立ち、ポールたちと会話もできる。のんびり屋で臆病者。また、耳を羽ばたかせて空を飛ぶこともできるが、高所恐怖症である。ポールがヨーヨーを武器にして敵と戦うのに対して、徒手空拳で戦う。肉弾戦では結構頼りになる仲間である。キノッピーを力でねじ伏せ、現実世界に連れて行こうとしたが、不思議な世界の物質を現実世界に持ち出すことができないという法則により、ミラクルゲートに阻まれ取り逃がしたことがある。
パックン
声 - 麻上洋子
不思議な世界の妖精。ポールの空想好きに惹かれて現実世界へとやって来た。そしてポールが両親から誕生日プレゼントとして贈られたぬいぐるみが、あまりにも自分に似ていたので乗り移った。眠りから覚めると現実の世界の時間が止まり、「不思議な世界」を信じる者だけがその空間で自由に動き回れる（夢を信じられる子供や、そのような心理状態にある大人に対してパックンが超能力を使うと、その者が止まった時間から解放されることもある）。オカルトハンマーを使い、不思議な世界と元の世界とを行き来できるミラクルゲートを開き、玩具や道具を大きくして武器に変えたりすることができる。4人のメンバーの中で一番背が低いため、不思議な世界では戦闘時以外、ポールまたはニーナの腕に抱きつきながら行動することもある。首につけたチョーカー（ニーナからポールへの誕生日プレゼント）がタイマーになっているが、このタイマーが鳴ると超能力を使い果たし、人間が不思議な世界で生きていられなくなるために現実の世界へ戻らなければならず、肝心な所で時間切れになってしまうことが多い（パックンの超能力の時間切れについては、ベルト・サタンの妖術により、拉致された状態のニーナには適用されない）。ぬいぐるみとしての継ぎ目がポケットの様になっており、オカルトハンマーなどを入れているが、工具箱のような結構大きなモノでも入れることができる。不思議な世界での本来の姿では、ぬいぐるみと同じ外見に加えて、背中に翅が生えていると本人が語った。

### 悪玉キャラクター
ベルト・サタン
声 - 大平透
二千年ぶりに蘇った不思議な世界の魔王。過去に何らかの方法で封じ込められていた。人間の少女が不思議な世界に来るのを待ち続けていた。その少女を拉致する事によって「命」を手に入れ、再び不思議な世界に君臨するため第1話でニーナをさらった。残忍な手口でポール達や不思議な世界に被害を及ぼすが、ポール達に邪魔をされたり、手下に裏切られたりする等、あと一歩の所で失敗する事が多い。残忍な性格で、キノッピー以外の手下については、作戦に失敗すれば即座に粛清する。どういうわけか、テレパシーによって、ポール達が不思議な世界に来ている事を察知できる。身の丈10数メートルの巨体で、体の色は青く、翼と尻尾、赤い瞳、それに2本の角を持つ。右側の「魔力の角」と左側の「行動力の角」と呼ばれる2本の頭の角が弱点で、ポールのヨーヨーによって片方の「行動力の角」を折られてからは、不死身の洞窟に暮らし作戦をキノッピーに任せる事が多くなる。一人称は「俺」であったが、キノッピー登場後には「儂」を使うことが多くなった。不死身の洞窟で魔力を少しずつ取り戻し、現実の世界にも徐々に魔力の影響を及ぼすようになって行く。「ベルター！」の一声で魔力を発揮する。登場人物からはよく「ベルトサターン」と呼ばれ、第1話のエンディングに「ベルトサターン」と表記され、初期のナレーションでは「悪の妖精」、「悪霊」などと説明されていた。また、ポールに角を折られてニーナを奪還されてからはニーナを捕らえることを諦めたようであり、のちにキノッピーがニーナを捕らえた時にも手元に置く事に関心を示さなかった。
キノッピー
声 - 丸山裕子
第17話でベルト・サタンの魔力によって生まれた手下で、オープニング主題歌の歌詞で暗示されていた「もの言うキノコ」の子供。ベルト・サタンのことを「サタン様」と呼ぶ。不思議な世界の制覇と、ポールたちを打倒するか不思議な世界から追い出す為に指令を受けるが、そそっかしいので失敗が多い。木のエアバイクのような乗り物（キノッピーは「空飛ぶ丸太ん棒」と呼んでいる）に乗って自由に空を飛び、頭から色々な種類の毒の粉を振りまくことができる。最終話ではベルト・サタンに殺されかけ、逃げ出した所をポールたちによって助けられ改心する。

### その他のキャラクター
ウラジーノ
声 - 今西正男
ポールの父親。自宅で仕立て屋を営んでいる。
アンナ
声 - 友近恵子
ポールの母親。夫と一緒に仕立て屋で働いている。
ジェニアール
声 - 千葉耕市
ニーナの父親。娘のニーナが不思議な世界からまだ帰ってきていないと知り、ポールの自宅に乗り込んでくる。ニーナがベルト・サタンに誘拐されたことをポールは伝えるが信用せずにポールを憎んでいる。
エミール
声 - 浜田寸射子
ニーナの母親。娘のニーナがベルト・サタンに誘拐されたことを心配している。
トッカメール
声 - 梓欣造
ジェニアールの依頼でドーベルマンを使ってニーナ失踪事件を捜査している刑事。ポールが主張する「不思議な世界」を全く信じていないため、パックンの超能力が通じず、ニーナが救出されても真相を知ることはなかった。ニーナもまた「不思議な世界」に囚われていたと主張するので、「いい加減にしてくれ!警察としても困っているんだ!」と困り果ててしまう。堅物な反面熱烈なUFOマニアで、蛍の光をUFOと間違えて興奮したこともある。この時に頭をぶつけて気絶したことで、一時的にパックンの超能力が通じて、不思議な世界に行くことができるようになった。しかし、不思議な世界のことを宇宙人の母星だと頑なに信じ込み、現実世界に戻ってからは全て夢だったと考えている。ただし、彼は不思議な世界でも持ち前の正義感の強さを発揮しており、キノッピーの逮捕を試みるなど、意志が強い人物であることがうかがえる。笹川ひろしのコメントによると、名前の由来は「とっ捕まえる」である。また、笹川は第26話「トッカメール刑事の冒険」を、VHS、LD、DVDの全ての選集に入れた。
ナレーション
声 - 此島愛子
不思議な世界でポール達が訪れた国の解説や各話の結び、必要な場合は前回のあらすじ、そして次回予告を担当した。此島はエンドクレジットに出ない一部の脇役の声も担当。

### ベルト・サタンの手下
クモ族首領
声 - 野本礼三
その名の通りクモ族の兵士たちを率いるリーダー。ベルト・サタンの命令で捕らえたアリ人を奴隷に城を造らせていた。
ローラー巨人
声 - 田中康郎
ペイントローラーの姿をした不思議な世界の妖精であったが、ベルト・サタンの魔力により恐ろしい姿に変えられ魔物と化した。その力はとてつもなく、ポールたちを踏みつぶそうともの凄いスピードで襲いかかり、ポールの武器も利かぬ相手であった。
青銅の騎士
声 - 西川幾雄
最初は見窄らしい鎧の姿をしていたが、ベルト・サタンの魔力によって強化された。ポールに戦いを挑むが、改心しベルト・サタン直属の部下・鉄仮面団と戦うが最後の勝敗は不明。
アクナイター
声 - 寺島幹夫
ベルト・サタンが従えている夜の悪霊。太陽の国を闇に染めようと侵略し、ポール達に戦いを挑む。光が弱点である。

## 輸出翻訳版でのポールの名前について
翻訳版におけるポールの名前は、イタリア語版とポーランド語版においても"Paul"である。ポーランド語版のタイトルは"Fantastyczny Świat Paula"となっており、直訳するとイタリア語版と同じく「ポールの空想の世界」となるが、ここで"Paula"となっているのは、格変化（生格、所有格「～の」に相当）によって"a"が付いているため。

## 舞台

### 現実世界
笹川ひろしの同時期の作品は、輸出に配慮して国や地域を特定しないような舞台設定になっているが、本作品においては、イタリアか少なくとも南ヨーロッパを思わせる国の小さな港町になっている。例えば、第1話の冒頭に当時のイタリアの大衆車であるフィアット・500が描かれていたり、古代ローマの遺跡風の城跡が登場したりしている。10歳のポール達の行動範囲は、現実世界ではこの街から外に出る事はない。なお、子供たちの遊びの中には、凧揚げ、折り紙、独楽回しと言った、日本風のものが浸透している。

### 不思議な世界
ポール達は毎回、ミラクルゲートを通って不思議な世界の国に滞在する。そのどれもがユニークな国民や習慣、時間・空間を持った不思議な国である。物語中盤以降にはベルト・サタンから魔力による攻撃を受けている国を、パックンが現実世界に発生した異変から察知する事によって、目的通りの国に辿りつく事ができる様になったが、序盤は結構行き当たりばったりで、パックン自身もどこに着いたのかを把握できない事があった。

#### 不思議な世界の法則
- パックンが超能力で現実世界の時間を止めている間にのみ、またパックンの超能力によって時間の停止から解放された現実世界の生物や物質のみが、ミラクルゲートを通って不思議な世界に来る事ができる。
- 現実世界の生物が不思議な世界に留まる事は危険を伴う。パックンが不思議な世界に招待した生物は、パックンの超能力が切れると死んでしまう為、それまでに現実世界に帰らなければならない。ただし、ベルト・サタンが求めたニーナに関しては、ベルト・サタンの妖術によって、命が保障される。
- 現実世界から持ち込まれた玩具や道具を、オカルトハンマーで叩くと機能が強化されたり巨大化したりして、戦力や武器として使用する事ができる。
- 不思議な世界の物質や生物を、現実世界に持ち帰る事はできない。この為、ドッペは捕縛したキノッピーを逃がした事がある。ただし、現実世界の生物が摂取した食物や薬物は持ち帰ることができる。作中でもこの様な例外が他にも存在する事がほのめかされており、ベルト・サタンとキノッピーはパックンとは別の手段で現実世界に進出しようと画策したことがある。
- 不思議な世界の川や海に現実世界の人間が落ちても、服が汚れることはない。ポールがオレンジジュースが流れる川に入って、巨大なオレンジから大量に流れ出るジュースを飲んだ時にも全く服や靴は汚れていない。また、ニーナが川に落ちた時にも、白いドレスは全く汚れず、ニーナ自身も汚れることを全く気にしていない（現実世界ではニーナはドレスが汚れないようにかなり気をつけているが、不思議な世界では一度小川を渡る時にドレスの裾が濡れることを気にしただけである）。

## スタッフ
- 製作：吉田竜夫（OPのクレジットで第1バージョンが「龍」となっているが、第2バージョンから「竜」に修正されている。）
- 企画：鳥海尽三、柳川茂
- 原作：タツノコプロ企画室
- 音楽：菊池俊輔
- チーフディレクター：笹川ひろし
- プロデューサー：九里一平、柴田勝、永井昌嗣（2バージョンとも「プロデューサー」の表記が「プロデュサー」となっている。）
- 作画監督：野部駿夫→福山政敏
- 作画監督助手：福山政敏
- 美術監督：中村光毅
- キャラクターデザイン：下元明子
- 美術担当：野々宮恒男、小杉光芳
- 作画担当：福山政敏
- 原動画：中嶋忠二、丹内司 他
- 背景：スタジオビッグ、みにあーと
- 仕上：スタジオオニオン、竜仕上センター、スタジオルック、トップクラフト
- 録音ディレクター：水本完
- 録音：高橋久義
- 効果：加藤昭二（イシダサウンド→アニメサウンドプロダクション）
- 現像、スキアニメート協力：東洋現像所
- 撮影：緒方範生、平山昭夫、秋津実、原正一、結束義博、菊地一仁、於本廣康、太田孝二、小西一広、原平一、橋本和典
- 編集：谷口肇、戸田れい子、西出栄子、三木幸子、木田伴子、津留洋子
- 進行：召田和子、椙田隆、山田良一、関口和子、細谷満、酒井澄、箕ノ口克己、田代文夫、岡島雄二、伊藤宏、西山孝一、和久田俊文
- 協力：アドコスモ、トップクラフト
- 制作デスク：関口和子
- 制作担当：中野政則（タツノコプロ）、内間稔、大野実（読広）
- 制作：タツノコプロ、フジテレビ

## 主題歌
- オープニング「ポールの冒険」
- エンディング「オカルトハンマーのうた」

共に作詞：若林一郎 ／ 作曲・編曲：菊池俊輔 ／ 歌：大杉久美子、コロムビアゆりかご会
エンディング映像は一貫して変わらなかったが、オープニング映像は冒頭とラストの現実世界（ポール達の故郷）の部分を除いて2バージョンある。オープニングで、歌詞テロップの「信んじちゃ」は第1バージョンだったが、「信んじちゃ」は誤り。第2バージョンは「信んじちゃ」の「ん」がなくなり、「信じちゃ」に修正されている。また、第2バージョンの最初のクレジットは「全国放送愛好者会推薦番組」と表示。歌詞の内容は主題歌になったアニメ内容とリンクしている。

## 各話リスト
| 話数 | サブタイトル                   | 脚本            | 演出                  | 放送日         |
| ---- | ------------------------------ | --------------- | --------------------- | -------------- |
| 1    | よみがえったベルト・サタン     | 鳥海尽三        | 笹川ひろし            | 1976年 10月3日 |
| 2    | 恐怖のクモの巣城               | 毛利元          | 上梨満雄              | 10月10日       |
| 3    | ウツボカズラの追撃             | 滝三朗          | 笹川ひろし 西久保瑞穂 | 10月17日       |
| 4    | 岩石巨人の秘密                 | 久保田圭司      | 小笠原秀樹 矢沢規夫   | 10月24日       |
| 5    | ガイコツの逆襲                 | 鈴木良武        | 上梨満雄              | 10月31日       |
| 6    | 雷電魔人の対決                 | 毛利元          | 笹川ひろし 佐々木皓一 | 11月7日        |
| 7    | 恐怖のローラー巨人             | 佐藤道雄        | 小笠原秀樹 矢沢規夫   | 11月14日       |
| 8    | サボテン国に花よ咲け           | 山本優          | 西久保瑞穂            | 11月21日       |
| 9    | 悪党鳥人を倒せ                 | 三宅直子        | 上梨満雄              | 11月28日       |
| 10   | めざめよ！青銅の騎士           | 髙山由紀子      | 西久保瑞穂            | 12月5日        |
| 11   | 思い出のニーナの花             | 鈴木良武        | 佐々木皓一            | 12月12日       |
| 12   | ドア城の少年                   | 山本優          | 上梨満雄              | 12月19日       |
| 13   | 夜の怪物アクナイター           | 鳥海尽三 毛利元 | 西久保瑞穂            | 12月26日       |
| 14   | 燃えろ炎！もう一度             | 山本優          | 上梨満雄              | 1977年 1月2日  |
| 15   | 巨人の国にアタック             | 佐藤道雄        | 小笠原秀樹 矢沢規夫   | 1月9日         |
| 16   | おりがみ国の決戦               | 鳥海尽三 毛利元 | 西牧秀雄              | 1月16日        |
| 17   | ベルト・サタンの角を狙え       | 鳥海尽三 毛利元 | 佐々木皓一            | 1月23日        |
| 18   | スペード魔女の涙               | 山本優          | 笹川ひろし 植田秀仁   | 1月30日        |
| 19   | 時を忘れた時計国               | 三宅直子        | 上梨満雄              | 2月6日         |
| 20   | 悲しみの花火城                 | 陶山智          | 小笠原秀樹 矢沢規夫   | 2月13日        |
| 21   | 巨大レンズの怒り               | 山本優          | 西牧秀雄              | 2月20日        |
| 22   | メカタウンの最後               | 毛利元          | 西久保瑞穂            | 2月27日        |
| 23   | アベコベ大騒動                 | 毛利元          | 小笠原秀樹 矢沢規夫   | 3月6日         |
| 24   | ユラユラ影よ立ちあがれ         | 山本優          | 上梨満雄              | 3月13日        |
| 25   | 絵本に描け！自由の街           | 山本優          | 西牧秀雄              | 3月20日        |
| 26   | トッカメール刑事の冒険         | 毛利元          | 小笠原秀樹 矢沢規夫   | 3月27日        |
| 27   | 聖母マリアの涙                 | 山本優          | 植田秀仁              | 4月3日         |
| 28   | 音符人間よ平和をよべ           | 加賀美しげ子    | 西久保瑞穂            | 4月10日        |
| 29   | よみがえれ！良心の灯           | 三宅直子        | 鳥海永行 矢沢規夫     | 4月17日        |
| 30   | 未来を盗まれた国               | 山本優          | 西牧秀雄              | 4月24日        |
| 31   | 太陽を失った野菜人             | 海老沼三郎      | 上梨満雄              | 5月1日         |
| 32   | 魔の細菌世界                   | 陶山智          | 鳥海永行 矢沢規夫     | 5月8日         |
| 33   | 七つの色をとりもどせ           | 毛利元          | 植田秀仁              | 5月15日        |
| 34   | パックン故郷へ帰る             | 山本優          | 西牧秀雄              | 5月22日        |
| 35   | 陶器人の変身                   | 加賀美しげ子    | 小笠原秀樹 矢沢規夫   | 5月29日        |
| 36   | ミニミニ国よ手をつなげ（前編） | 山本優          | 上梨満雄              | 6月5日         |
| 37   | ミニミニ国よ手をつなげ（後編） | 山本優          | 上梨満雄              | 6月12日        |
| 38   | オモチャが作った愛の橋         | 山本優          | 植田秀仁              | 6月19日        |
| 39   | ふしぎな数字人間               | 吉川惣司        | 福島和美              | 6月26日        |
| 40   | 海の中の冒険野郎               | 三宅直子        | 西久保瑞穂            | 7月3日         |
| 41   | 希望と勇気のなる木             | 吉川惣司        | 上梨満雄              | 7月10日        |
| 42   | 立ちあがれ！アニマルナイツ     | 毛利元          | 矢沢規夫              | 7月17日        |
| 43   | シャボン玉よいつまでも         | 佐藤和男        | 布川ゆうじ            | 7月24日        |
| 44   | トーテムポールの怒り           | 三宅直子        | 西久保瑞穂            | 7月31日        |
| 45   | 花の妹リッピー                 | 山本優          | 矢沢規夫              | 8月7日         |
| 46   | ベルトサタンの復活             | 毛利元          | 植田秀仁              | 8月14日        |
| 47   | お菓子の国のカーニバル（前編） | 山田ひろし      | 島田政子              | 8月21日        |
| 48   | お菓子の国のカーニバル（後編） | 島田政子        | 植田秀仁              | 8月28日        |
| 49   | 追いつめろ！ベルトサタン       | 山本優          | 布川ゆうじ            | 9月4日         |
| 50   | さようなら！不思議な世界       | 山本優          | 上梨満雄 矢沢規夫     | 9月11日        |

## 放送局
- フジテレビ（制作局）：日曜 18:00 - 18:30
- 北海道文化放送：日曜 18:00 - 18:30[4]
- 青森放送：土曜 17:55 - 18:25[5]
- 岩手放送：木曜 18:00 - 18:30（1977年3月まで） →  木曜 17:30 - 18:00（1977年4月から）[6]
- 秋田テレビ：日曜 18:00 - 18:30[5]
- 山形テレビ：日曜 18:00 - 18:30[5]
- 仙台放送：日曜 18:00 - 18:30[7]
- 福島テレビ：日曜 17:30 - 18:00[8]
- 新潟総合テレビ：水曜 18:00 - 18:30[9]
- 長野放送：日曜 18:00 - 18:30[10]
- 富山テレビ：日曜 18:00 - 18:30[11]
- 石川テレビ：日曜 18:00 - 18:30[11]
- 福井テレビ：日曜 18:00 - 18:30[11]
- テレビ熊本：日曜 18:00 - 18:30[12]
- テレビ宮崎：日曜 18:00 - 18:30[12]
- 鹿児島テレビ：土曜 17:55 - 18:25[13]

## 関連商品
- LD

タツノコ名作選　ポールのミラクル大作戦
発売元：パイオニアLDC
第1話、第17話、第26話、第34話を収録。
- DVD

タツノコメルヘンシリーズセレクション ポールのミラクル大作戦
発売元：東芝エンタテイメント（旧東芝デジタルフロンティア）
販売元：ジェネオンエンタテインメント（旧パイオニアLDC）
1. セレクション1巻 PIBA-7151

第1話、第2話、第5話を収録。
1. セレクション2巻 PIBA-7152

第11話、第17話、第31話を収録。
1. セレクション3巻 PIBA-7153

第32話、第38話、第50話を収録。
1. セレクション4巻 GNBA-7341

第10話、第15話、第16話を収録。
1. セレクション5巻 GNBA-7342

第19話、第23話、第26話を収録。
1. セレクション6巻 GNBA-7343

第34話、第39話、第40話を収録。
- DVD-BOX

タツノコプロ創立50周年記念 想い出のアニメライブラリー第3集 ポールのミラクル大作戦
発売元：ベストフィールド
1. PART I デジタルリマスター版

第1話 - 第25話を収録。
1. PART II デジタルリマスター版

第26話 - 第50話を収録。
日本国内では初となる全話収録セルソフト。DVD-BOX形式で全2巻発売。
上記のほか、1980年代に本作のアニメ、音声素材を流用し、チャプター単位再生の特殊機能を利用しゲームブックのような仕様のアドヴェンチャー・ゲーム『ポールのミラクル大ゲーム』がVHDメディアで発売された。ゲームのストーリーはアニメ作品のストーリーとの整合性も図られ、当時としては画期的な作品であった。ディスクの裏面には一時停止機能を利用したハードボイルドの作風を模した早撃ちソフトなど、『ポールのミラクル大ゲーム』とは直接関係がない、オムニバスのミニゲームが収録されていた。